# 아르한겔스크현

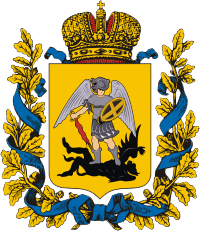
아르한겔스크현의 문장

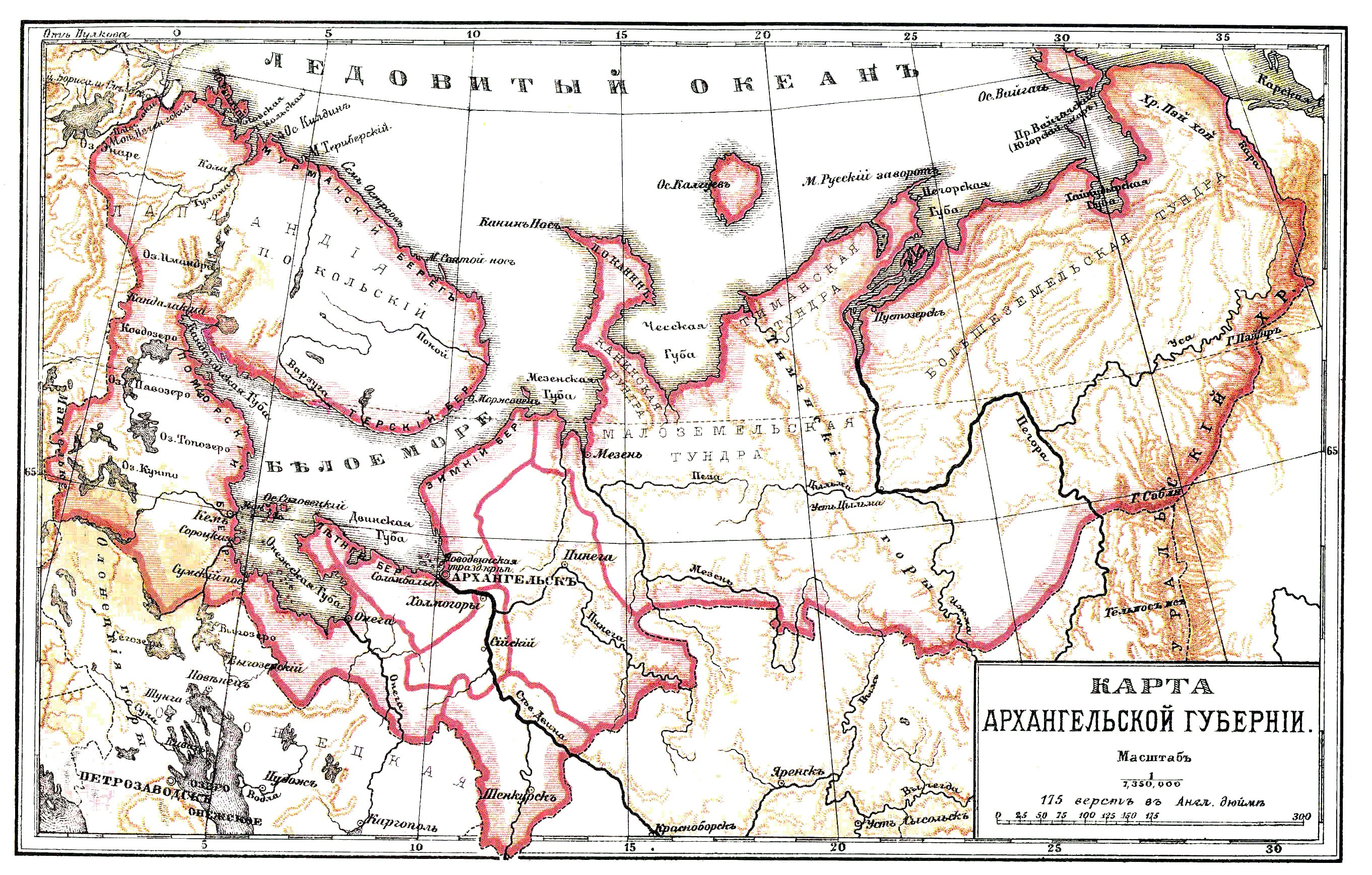
아르한겔스크현의 지도

아르한겔스크현(러시아어: Архангельская губерния)은 1796년부터 1929년까지 존재했던 러시아 제국의 현으로 현도는 아르한겔스크이며 면적은 842,531km2, 인구는 376,126명(1903년 당시 기준)이다. 현재의 러시아 무르만스크주, 네네츠 자치구, 카렐리야 공화국, 아르한겔스크주, 코미 공화국에 걸쳐 있었다.